# Sandra Catoen
Sandra Catoen (12 juni 1977) is een Nederlands softballer.
Catoen speelt eerste en derde honkvrouw, slaat links en gooit rechts. Ze kwam tot 2002 uit voor HCAW uit Bussum, daarna tot 2005 voor de Sparks uit Haarlem en van 2006 tot 2011 voor de Twins uit Oosterhout. In 2012 kwam ze uit voor Robur '58. Ze was tevens lid van het Nederlands damessoftbalteam waarmee ze in 2002 deelnam aan de Wereldkampioenschappen in Italië.